# ドナウ＝リース郡
ドナウ＝リース郡（ドイツ語: Landkreis Donau-Ries, アレマン語: Landchrais Donau-Ries）は、ドイツ連邦共和国バイエルン州シュヴァーベン行政管区の最も北に位置する郡。

## 地理
ドナウ＝リース郡は、郡の北西部にネルトリンガー・リースを有する。ネルトリンガー・リースは中低山地であるシュヴェービッシュ＝フランケン・ジュラ山地が直径約22kmの円形に陥没した地形で、その生成は隕石の落下によるものである。フレンキシェ・アルプがリースの東に連なる。南はドナウ＝レヒ地域へと下って行く。ドナウ川が郡の南部を西から東へかすめている。ドナウ川沿いに大規模郡都市のドナウヴェルトが位置する。その市内で南から流れてきたツーザム川やシュムッター川、北から流れてきたヴェルニッツ川がドナウ川に注いでいる。ヴェルニッツ川は郡内を北から南へ貫いて流れており、ヘロルディンゲン（ハルブルク市内）付近で右岸からエーガー川が合流する。郡域の南東部ではマルクスハイム付近で南から流れてきたレヒ川がドナウ川に注ぐ。

### 隣接する郡
隣接する郡は、北にアンスバッハ郡とヴァイセンブルク＝グンツェンハウゼン郡、北東にアイヒシュテット郡、東にノイブルク＝シュローベンハウゼン郡、南にアイヒャッハ＝フリートベルク郡、アウクスブルク郡およびディリンゲン・アン・デア・ドナウ郡、西にバーデン＝ヴュルテンベルク州のハイデンハイム郡とオストアルプ郡である。

## 歴史
現在のドナウ＝リース郡の郡域は、1800年まではその大部分がエッティンゲン侯領および帝国都市ネルトリンゲンに属していた。これらは1803年あるいは1806年にバイエルン大公領となった。1803年にモーンハイム地方裁判所 (Landgericht)、1805年にネルトリンゲン地方裁判所およびエッティンゲン領主裁判所 (Herrschaftsgericht)、さらに1807年にドナウヴェルト地方裁判所が開設された。これらは1808年からアルトミュール郡またはオーバードナウ郡に属すこととなり、1810年からはいずれもオーバードナウ郡の所属となった。ネルトリンゲンは1809年に郡独立市となった。1839年からすべての地方裁判所および領主裁判所はシュヴァーベン・ウント・ノイブルク郡、現在のシュヴァーベン行政管区に属すこととなった。1850年にはドナウヴェルトが郡独立市となった。1852年、エッティンゲン領主裁判所は同名の地方裁判所となった。1862年にドナウヴェルト地方裁判所管区 (Landgerichtsbezirk) とモーンハイム地方裁判所管区からドナウヴェルト管区 (Bezirk) が創設され、これに伴ってドナウヴェルト市および地方裁判所が設けられた。また、ネルトリンゲン地方裁判所管区とエッティンゲン裁判所管区からネルトリンゲン管区が創設された。1879年から1880年にかけていくつかの町村がノイブルク・アン・デア・ドナウ管区に編入されたことでドナウヴェルト管区には少しだけだが変化があった。ドナウヴェルト管区とネルトリンゲン管区は1939年からそれぞれ郡と称した。1940年に郡独立市のドナウヴェルトとネルトリンゲンはそれぞれの郡に編入されたが、ネルトリンゲンは1949年に再び郡独立市に戻された。
市町村再編の際、ネルトリンゲン郡、ドナウヴェルト郡ならびに郡独立市のネルトリンゲン市さらにはノイブルク・アン・デア・ドナウ郡のライン地区、ディリンゲン郡やグンツェンハウゼンの一部が合併して1972年に新しい郡が成立した。この新しい郡は初めネルトリンゲン＝ドナウヴェルト郡と称したが、1973年9月1日にドナウ＝リース郡と改名された。郡庁は、初め暫定的にネルトリンゲンに置かれたが、1973年にドナウヴェルトに固定された。ネルトリンゲンは郡独立市の地位を失った代償として大規模郡都市に指定された。1998年1月1日にはドナウヴェルトも大規模郡都市となり、1940年まで郡独立市だった両都市は、現在ともに大規模郡都市となっている。

## 交通

### 道路
この郡にはアウトバーンは通っていない。このため最も重要な交通の軸は連邦道である。
南北の軸はB2号線である。この道路はニュルンベルク（A9号線のインターチェンジ）から南下し、モーンハイムの北で郡域に入り、ブーフドルフ、カイスハイム、ドナウヴェルト、アスバッハ＝ボイメンハイムを経由してメルティンゲンでドナウ＝リース郡を出て、アウクスブルク方面（A8号線のインターチェンジ）に向かう。
最も重要な東西の軸はB16号線である。この道路はギュンツブルク（A8号線のインターチェンジ）からタプフハイム付近で郡内に西から入り、ドナウヴェルト、アスバッハ＝ボイメンハイム、ゲンダーキンゲンを経由してラインからインゴルシュタット方面（A9号線のインターチェンジ）へ向かう。
ドナウヴェルトの北でB2号線からB25号線が分岐する。B25号線は初め北西方向へ向かい、ハールブルクからメッティンゲン方面に転じて、その後ネルトリンゲン、ヴァラーシュタイン、マルクトオフィンゲン、フレムディンゲンを経由して北方面のディンケルスビュール（A7号線のインターチェンジ）へ向かう。
南西（ハイデンハイム・アン・デア・ブレンツ）から北東（アンスバッハ）へ向かうB466号線が郡内を通っており、エーダーハイム、ネルトリンゲン、エッティンゲン、ハインスファルトがこの道路沿いに位置している。
最後にネルトリンゲンから西方向にアーレン（A7号線インターチェンジ）を経由し、シュトゥットガルト近郊のヴァイブリンゲンまでB29号線が走っている。

### 鉄道
バイエルン国営鉄道によって建設されていた南北鉄道アウクスブルク - グンツェンハウゼン - ニュルンベルク線は1844年にドナウヴェルトに達し、1849年にネルトリンゲンを経由してグンツェンハウゼンまで延長された。
ネルトリンゲンからは1863年にはヴュルテンベルク鉄道がアーレン方面に通じ（現在のリース鉄道ドナウヴェルト - アーレン線）、1876年にはディンケルスビュールへの鉄道が完成した（ネルトリンゲン＝ドムビュール線）。
ドナウタール鉄道インゴルシュタット - ウルム線は、1874年にドナウヴェルトまで開通し、ドナウヴェルトはこれによって重要な乗換駅となった。この路線は1877年にヘーヒシュテット・アン・デア・ドナウまで延長された。
ローカル鉄道路線としては、1903年にネルトリンゲンからヴェムディングまで、1905年にメルティンゲン駅からヴェルティンゲンまでが建設された。
トロイヒトリンゲンからシュヴェービシェ・アルプを越えてドナウヴェルトに至る直通路線とその支線フュンフシュテッテン - モーンハイム線は1906年に開通した。これにより郡内の鉄道網は166kmとなった。
比較的遅くになって、以下の5つの路線、合わせて68kmの旅客運行が廃止された。
- 1960年: フュンフシュテッテン - モーンハイム 6km
- 1981年: メルティンゲン駅 - ヴェルティンゲン 5km、ネルトリンゲン - ヴェムディング 17km
- 1985年: グンツェンハウゼン - ネルトリンゲン 23km、ドムビュール - ディンケルスビュール - ネルトリンゲン 17km

それでもまだほぼ100kmの重要な路線が残されている。さらに約40kmが観光路線（蒸気機関車の運行など）になっている。
ドナウヴェルトは、ICEやICが発着する郡内唯一の駅である。しかしニュルンベルク - インゴルシュタット - ミュンヘンの高速路線の開通により、高速列車の発着は目立って減っている。

## 行政

### 郡長
- 1972年7月1日 - 1984年4月30日 アンドレアス・ポップ (PWG)
- 1984年5月1日 - 2002年4月30日 アルフォンス・ブラウン (SPD)
- 2002年5月1日 - シュテファン・レスレ (CSU)

### 郡議会
2020年3月15日の選挙と2014年3月16日の選挙の結果に基づく郡議会の政党別議席数は以下の通り。
| 政党                               | 2020年  | 2014年  |
| ---------------------------------- | ------- | ------- |
| CSU                                | 21 議席 | 23 議席 |
| GRÜNE                              | 08 議席 | 05 議席 |
| SPD                                | 07 議席 | 10 議席 |
| AfD                                | 03 議席 | –       |
| ÖDP                                | 02 議席 | 02 議席 |
| LINKE                              | 01 議席 | 01 議席 |
| FDP                                | 01 議席 | 01 議席 |
| Freie Wähler Bayern                | 06 議席 | 03 議席 |
| Parteifreie Wählergruppe PWG e. V. | 06 議席 | 07 議席 |
| Aktive Liste/Junge Bürger e. V.    | 04 議席 | 05 議席 |
| Donau-Rieser Frauenliste e. V.     | 01 議席 | 02 議席 |
| 50plus aktiv                       | –       | 01 議席 |
| 合計                               | 60 議席 | 60 議席 |

### 紋章
図柄: 上下二分割。上部は金地に赤い嘴の黒い鷲の半身。下部はさらに左右二分割。向かって左は赤地に金のアンドレアス十字（×印）、向かって右はバイエルンの菱形。

## 市町村
以下、人口は2023年12月31日現在のものである。
| 市 1. ドナウヴェルト (Donauwörth 20,108) 大規模郡都市 2. ハールブルク (Harburg 5,652) 3. モーンハイム (Monheim 5,544) 4. ネルトリンゲン (Nördlingen 21,053) 大規模郡都市 5. エッティンゲン・イン・バイエルン (Oettingen i.Bay. 5,359) 6. ライン (Rain 9,472) 7. ヴェムディング (Wemding 5,860) 市場町 1. カイスハイム (Kaisheim 4,057) 2. ヴァラーシュタイン (Wallerstein 3,487) 町村 1. アラーハイム (Alerheim 1,754) 2. アーメルディンゲン (Amerdingen 880) 3. アスバッハ＝ボイメンハイム (Asbach-Bäumenheim 4,812) 4. アウハウゼン (Auhausen 1,032) 5. ブーフドルフ (Buchdorf 2,057) 6. ダイティング (Daiting 809) 7. ダイニンゲン (Deiningen 1,851) 8. エーダーハイム (Ederheim 1,109) 9. エーインゲン・アム・リース (Ehingen a.Ries 766) 10. フォルハイム (Forheim 536) 11. フレムディンゲン (Fremdingen 2,114) 12. フュンフシュテッテン (Fünfstetten 1,361) 13. ゲンダーキンゲン (Genderkingen 1,269) 14. ハインスファルト (Hainsfarth 1,464) 15. ホーエンアルトハイム (Hohenaltheim 608) 16. ホルツハイム (Holzheim 1,198) 17. ヒュースハイム (Huisheim 1,667) 18. マイヒンゲン (Maihingen 1,245) 19. マルクトオフィンゲン (Marktoffingen 1,288) 20. マルクスハイム (Marxheim 2,663) 21. メーゲスハイム (Megesheim 854) 22. メルティンゲン (Mertingen 4,078) 23. メンヒスデッギンゲン (Mönchsdeggingen 1,437) 24. メッティンゲン (Möttingen 2,782) 25. ムンニンゲン (Munningen 1,728) 26. ミュンスター (Münster 1,223) 27. ニーダーシェーネンフェルト (Niederschönenfeld 1,508) 28. オーベルンドルフ・アム・レヒ (Oberndorf a.Lech 2,689) 29. オッティング (Otting 827) 30. ライムリンゲン (Reimlingen 1,366) 31. レクリング (Rögling 653) 32. タークマースハイム (Tagmersheim 1,117) 33. タプフハイム (Tapfheim 4,070) 34. ヴェヒンゲン (Wechingen 1,453) 35. ヴォルファーシュタット (Wolferstadt 1,111) | 行政共同体 1. モーンハイム行政共同体 （モーンハイム、ブーフドルフ、ダイティング、レクリング、タークマースハイム） 2. エッティンゲン・イン・バイエルン行政共同体 （エッティンゲン・イン・バイエルン、アウハウゼン、エーインゲン・アム・リース、ハインスファルト、メーゲスハイム、ムンニンゲン） 3. ライン行政共同体 （ライン、ゲンダーキンゲン、ホルツハイム、ミュンスター、ニーダーシェーネンフェルト） 4. リース行政共同体（本部はネルトリンゲンにある） （アラーハイム、アーメルディンゲン、ダイニンゲン、エーダーハイム、フォルハイム、ホーエンアルトハイム、メンヒスデッギンゲン、ライムリンゲン、ヴェヒンゲン） 5. ヴァラーシュタイン行政共同体 （ヴァラーシュタイン、マイヒンゲン、マルクトオフィンゲン） 6. ヴェムディング行政共同体 （ヴェムディング、フュンフシュテッテン、ヒュースハイム、オッティング、ヴォルファーシュタット） 市町村に属さない地域 1. ブラント (Brand 2.17 km2) 2. ドルンシュタット＝リンカースバイント (Dornstadt-Linkersbaindt 17.95 km2) 3. エスターホルツ (Esterholz 3.23 km2) |

## 引用
1. ↑  https://www.statistikdaten.bayern.de/genesis/online?operation=result&code=12411-003r&leerzeilen=false&language=de Genesis-Online-Datenbank des Bayerischen Landesamtes für Statistik Tabelle 12411-003r Fortschreibung des Bevölkerungsstandes: Gemeinden, Stichtag (Einwohnerzahlen auf Grundlage des Zensus 2011)
2. ↑  “Kreistagswahl - Kommunalwahlen 2020 im Landkreis Donau-Ries - Gesamtergebnis”. 2021年4月2日閲覧。
3. ↑  バイエルン州統計・データ管理局: Kommunalwahlen in Bayern am 16. März 2014 Wahl zum Kreistag in 779 Donau-Ries（2014年8月12日 閲覧）
4. ↑  https://www.statistikdaten.bayern.de/genesis/online?operation=result&code=12411-003r&leerzeilen=false&language=de Genesis-Online-Datenbank des Bayerischen Landesamtes für Statistik Tabelle 12411-003r Fortschreibung des Bevölkerungsstandes: Gemeinden, Stichtag (Einwohnerzahlen auf Grundlage des Zensus 2011)